# Großer Schwaberowsee
Der Große Schwaberowsee ist der zweitunterste See im Verlauf des Havelzuflusses mit der GKZ 581187, in Mecklenburg-Vorpommern ‚Godendorfer Mühlenbach‘ und im Land Brandenburg ‚Hegensteinfließ‘ genannt. Der natürlicher See liegt im Naturraum des Neustrelitzer Kleinseenlandes und im Naturpark Uckermärkische Seen im Landkreis Oberhavel (Brandenburg). Er liegt vollständig auf der Gemarkung der Kernstadt von Fürstenberg/Havel.

## Lage und Hydrographie
Da das Nordufer des Großem Schwaberowsees Teil der Landesgrenze MV/BB ist, trägt der durchlaufende Havelzufluss mit der GKZ bzw. GWK 581187 am Einlauf den Namen Godendorfer Mühlenbach und als Auslauf den Namen Hegenszenfließ.
Der Große Schwaberowsee liegt ca. 6 km Luftlinie nordwestlich der Kernstadt Fürstenberg/Havel. Am westlichen Ufer verläuft die Bundesstraße 96 von Neustrelitz nach Fürstenberg/Havel, am Nordufer die Grenze zum Land Mecklenburg-Vorpommern.
Sein Wasserspiegel bedeckt eine Fläche von 31 Hektar. Das Gewässer hat eine ungefähre Länge von 1,1 Kilometern und eine ungefähre Breite von etwa 400 Metern. Vom Norden besteht ein Zufluss aus dem Sägersee, im Westen münden ein Verbindungsgraben vom Kleinen Schwaberowsee und ein weiterer Graben ein. Nach Südosten fließt der Große Schwaberowsee in Richtung Thymensee ab. Der See gehört zusammen mit dem Thymensee und seiner Umgebung zum Naturschutzgebiet Thymen. Das Seeufer ist fast vollständig bewaldet.
Zwischen den See und der Bundesstraße 96 befindet sich eine entwässerte Wiesenlandschaft mit Hahnenfuß, Waldsimsen, Sumpfseggen und Wiesenschaumkraut. Diese ursprünglichen Quellwiesen auf einem feuchten eutrophen Torfstandort werden als Pferdekoppel genutzt und drohen zu entfeuchten.

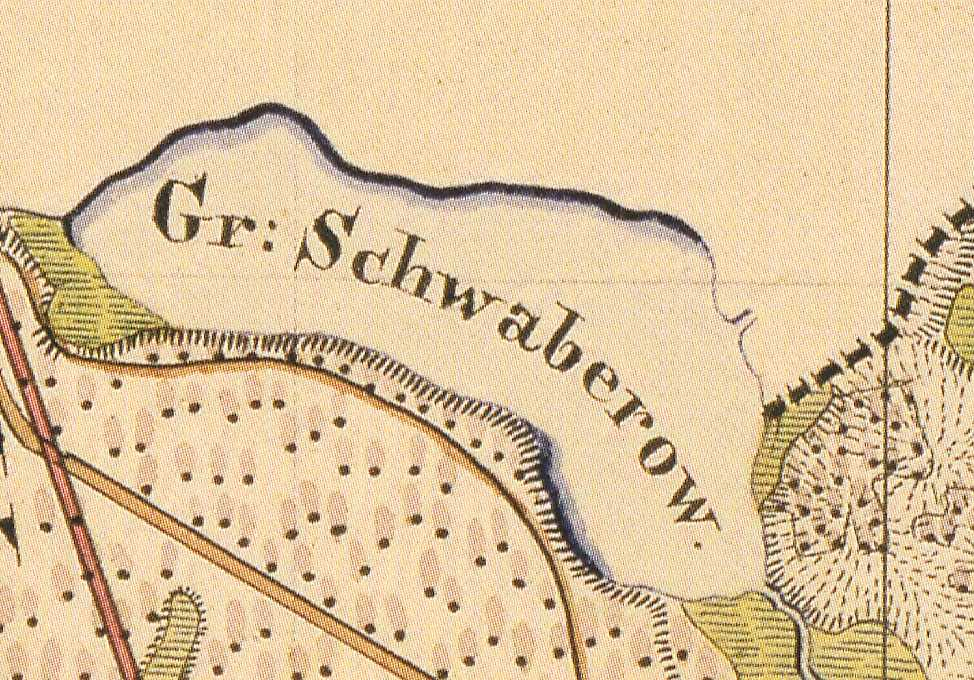
Der Große Schwaberowsee auf dem Urmesstischblatt 2744 Blatt Wesenberg von 1825

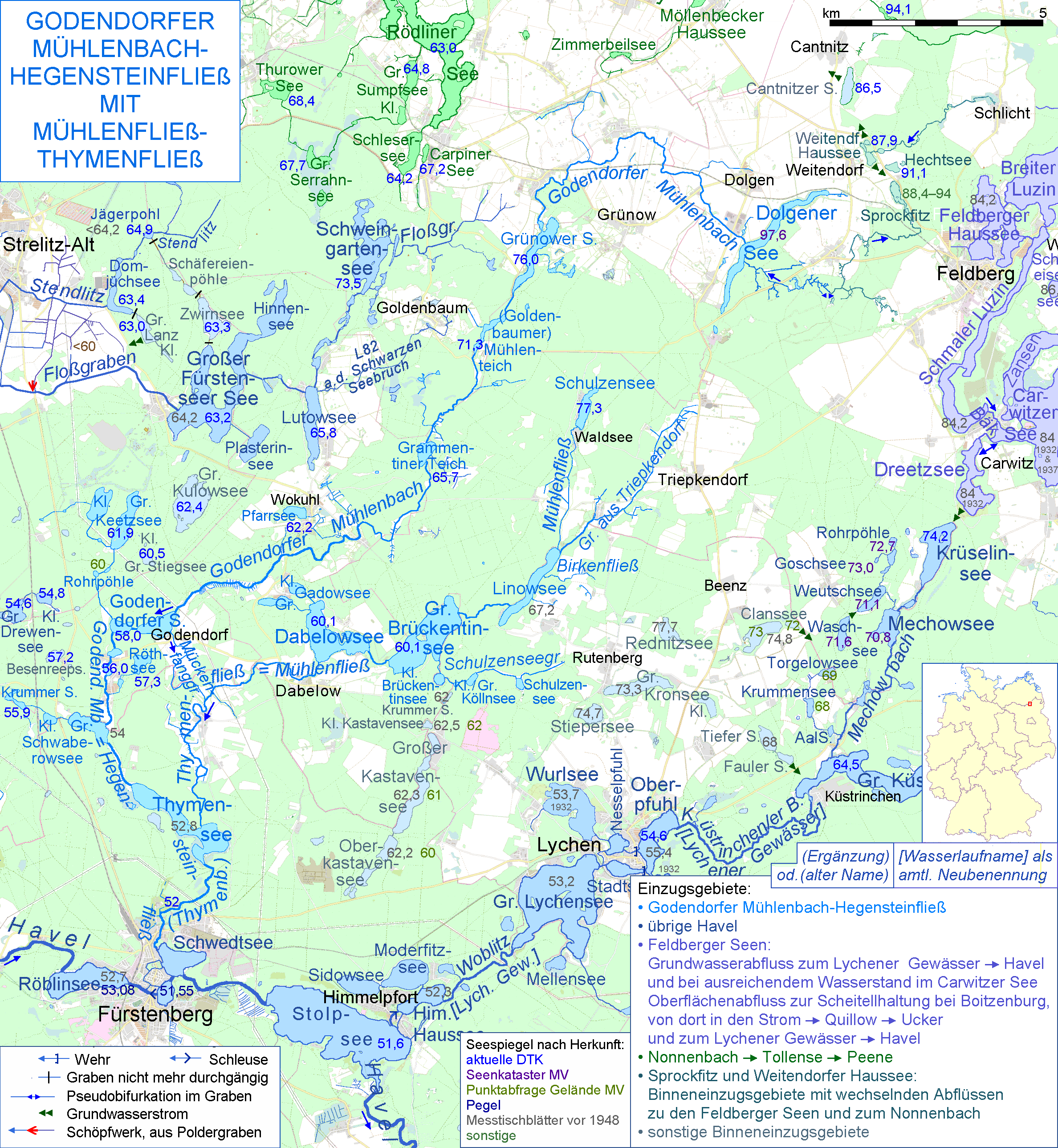
Großer Schwaberowsee links unten im Verlauf des Hegensteinfließes (MV: Godendorfer Mühlenbach)

## Geschichte
Der See wurde bereits 1299 erstmals urkundlich genannt (stagnum Grote Zwagerou). Er gehörte neben 38 anderen namentlich genannten Seen zur Erstausstattung des Klosters Himmelpfort. Das Kloster erhielt vom brandenburgischen Markgrafen Albrecht III. das alleinige Nutzungsrecht über den See. Die Bedeutung des Namens ist unklar, wahrscheinlich ist er von einem Personennamen abgeleitet. Damit müsste ein von diesem Personennamen abgeleiteter Ortsname auf den See übertragen worden sein. 1580 wurde der See als Schwagerrow bezeichnet, 1719 als gr. Schwabero und auf dem Urmesstischblatt von 1825 als Gr. Schwaberow. Der See gehörte bis 1950 zur Gemeinde Ravensbrück.

## Bewirtschaftung
Der See wird von der Seenfischerei Krempig bewirtschaftet.